# Progrès (Céline)
Pour l’article homonyme, voir Progrès.
Progrès est une pièce de théâtre de Louis-Ferdinand Céline, écrite en 1927 et publiée en 1978 aux éditions Mercure de France.
Après l'échec de L'Église, refusée par Gallimard, l'écrivain ne propose pas cette seconde et dernière pièce à l'éditeur.
Si la première pièce de théâtre de Céline préfigurait le récit du Voyage au bout de la nuit, Progrès explore de nombreuses thématiques que l'on retrouve dans Mort à crédit, le second roman de Céline.